# Promaucaes

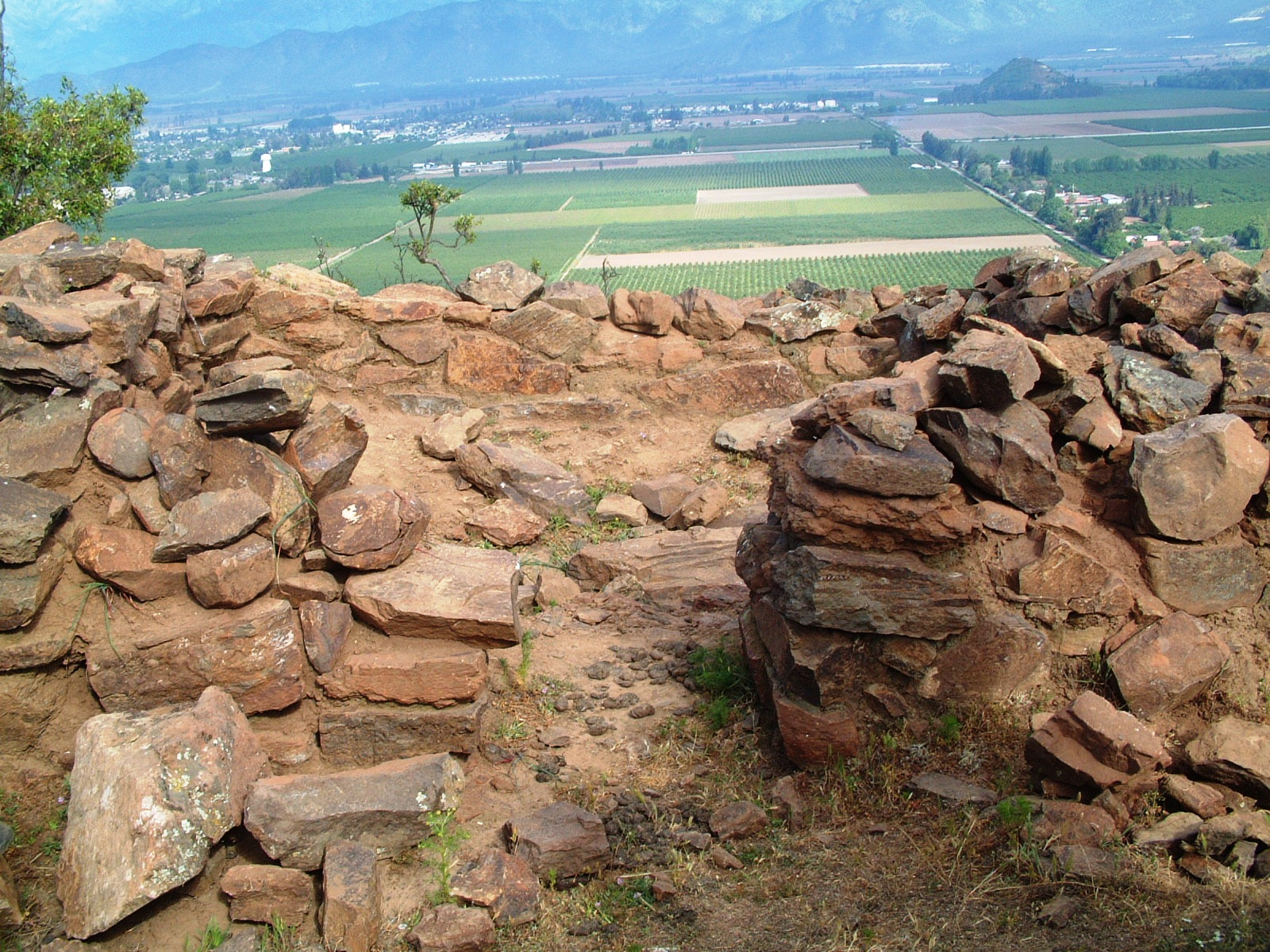
Vestigios del pucará de La Compañía.

Promaucaes es el nombre dado por los historiadores a las poblaciones de habla mapuche que, al momento de la colonización española, habitaron entre los ríos Maipo (cuenca de Santiago) y Maule, en el actual territorio de Chile. Este nombre, junto a variantes como promaucas, purumaucas o purum aucca, proviene del quechua purun awqa, 'enemigo salvaje', y fue el nombre dado por los incas a los pueblos no sometidos. Habitualmente se les identifica como los responsables de detener la expansión del Imperio inca por el sur.

## Origen del nombre
Los incas llamaban originalmente promaucaes, promaucas, purumaucas o purun awqa (en quechua, 'enemigo salvaje') a todas las poblaciones que no estaban sometidas a su imperio. Así a la llegada de los españoles, se conoció y se denominó a este territorio como «Provincia de Promaucae» y se continuó llamando promaucaes a sus habitantes.
Se sabe que su idioma era el mapudungún, por lo que se postula que compartían muchos rasgos étnicos con los Aconcaguas, Diaguitas y mapuches. Existen algunas hipótesis que los identifican con el grupo que los españoles llamaron «picones», afincados en las cercanías de Melipilla, no quedando del todo claro si los promaucaes son picones que se replegaron al sur de Angostura de Paine al momento de las invasiones incas, o si picones y promaucaes eran grupos diferentes.
En todo caso, promaucaes, picones y otras entidades indígenas reconocidas por los invasores incas y españoles, tales como los mapochoes, maules y cauquenes, actualmente suelen ser englobadas con el nombre genérico de picunches (derivado del mapudungún pikun che o 'gente del norte'), denominación que dieron los mapuches a los pueblos que habitaban «al norte» del Maule o Itata. Cabe hacer notar, por lo tanto, que todas estas designaciones fueron aplicadas por poblaciones exógenas.

## Historia
Los promaucaes son los primeros habitantes del Valle de Rancagua de los que se cuenta con una descripción histórica. Los mapuches los englobaban dentro del grupo que conocían como pikumche, "gente del norte". Sin embargo, los promaucaes, como ya se ha citado, constituían una unidad cultural o identidad diferenciada del resto de los picunches, como los que habitaban al norte del Maipo, nombrados mapochoes, y al sur del Maule, designados maules y cauquenes. Su particularidad, desde el punto de vista de los invasores, fue su mayor capacidad militar y voluntad de lucha.
Eran agricultores y pese a la feracidad del terreno, construyeron algunas obras de regadío. Dejaron vestigios cerámicos. Las investigaciones han indicado que iniciaron la construcción del Pucará de La Compañía y un puente colgante de cuerda y mimbre sobre el río Cachapoal.

### Campañas incas

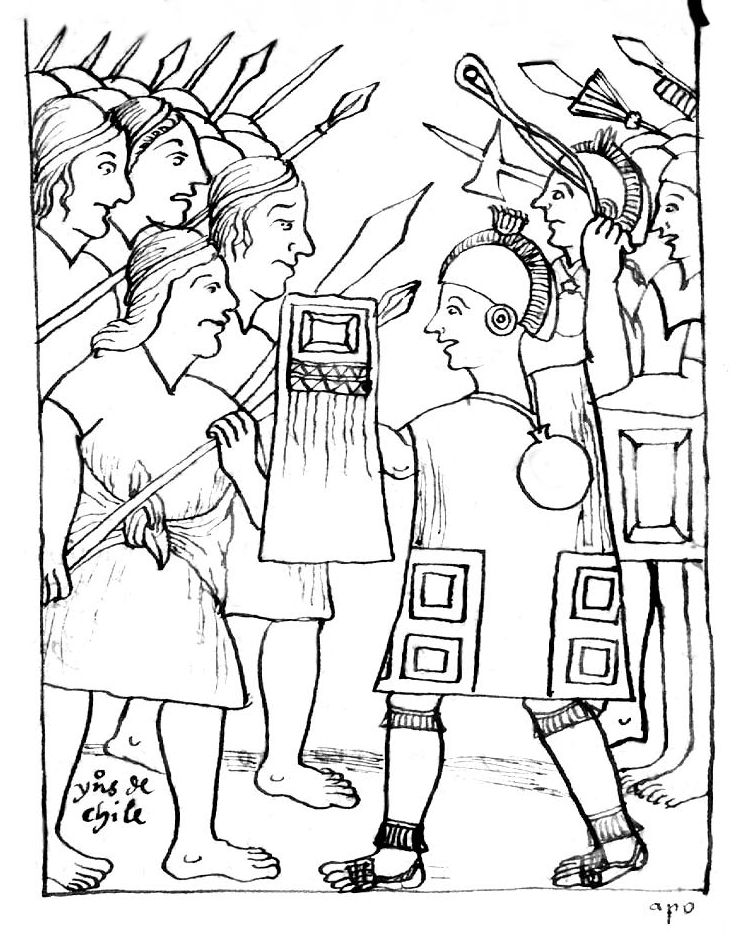
Representación de Guamán Poma de Ayala sobre un enfrentamiento entre un grupo de indígenas del actual Chile (izquierda) y el capitán Apu Camac Inca.

La historia de este periodo es recreada principalmente solo por lo escrito en crónicas posteriores. Estas crónicas indican que los promaucae, enterados de la venida de los Incas, se aliaron con los subgrupos Antalli, Pincu y Cauqui, formando un ejército de 20.000 hombres. Los incas enviaron parlamentarios para que reconocieran al Túpac Inca Yupanqui como soberano, pero los purumaucas decidieron enfrentarlos en la llamada Batalla del Maule. Durante el enfrentamiento hubo muchos muertos en ambos bandos y ningún ejército vencedor.
Al cuarto día decidieron no enfrentarse. Ni los incas ni los promaucaes pidieron refuerzos. Luego de la batalla, los promaucaes se retiraron del campo de batalla cantando victoria. Debido a estos resultados, los incas posteriormente pensaron perseguirles, con lo que estuvieron de acuerdo algunos jefes, pero decidieron solo asegurar lo que ya habían conquistado anteriormente, lo que tuvo el consentimiento del gobernante Túpac Inca Yupanqui.
Debido a la cercanía con el Imperio inca, los promaucaes también aprendieron la nueva tecnología que los incas enseñaron en sus nuevos dominios.
Los incas en su expansión utilizaron el ahora llamado Pucará del cerro La Muralla, el cual fortificaron. El pucará es el asentamiento inca más austral que se conoce. Las expediciones incas en este territorio fueron organizadas por Túpac Inca Yupanqui a fines del siglo XV y posteriormente por Huayna Cápac.

### Conquista española
Resistieron durante tres años la conquista emprendida por Pedro de Valdivia. En 1544, superados por la invasión española, comenzaron a huir hacia el territorio de los maules, al sur, siendo a su vez rechazados por la población local. Esto puso a los promaucaes en una situación difícil, pues antes de emprender su éxodo habían quemado sus campos y aldeas.  Entonces el territorio de los promaucaes fue incorporado al dominio español, siendo dedicado a la producción de cereales, lo que se vio facilitado por la existencia de las acequias indígenas.

### Alianza con Lautaro

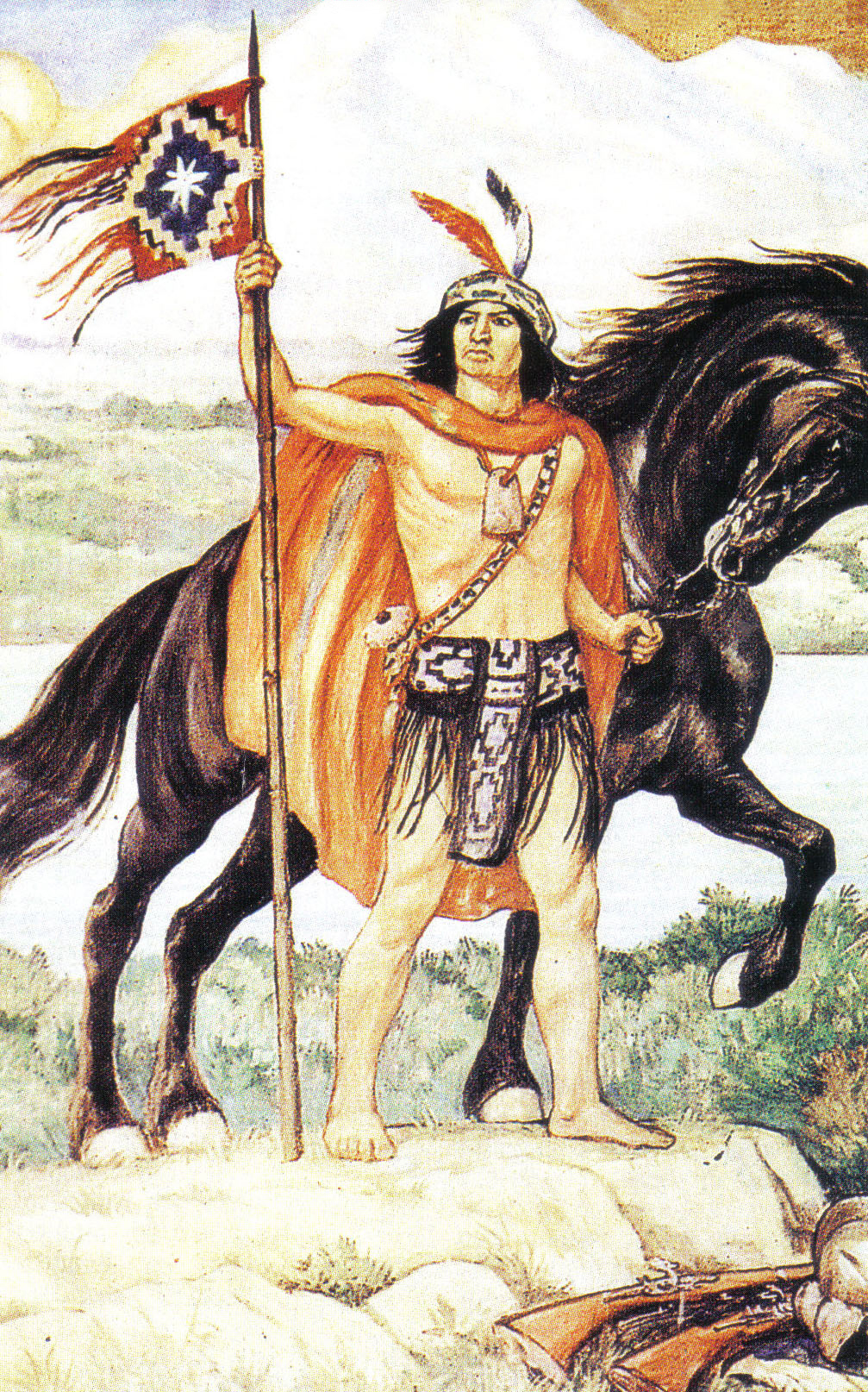
Lautaro, habitualmente considerado como el mayor estratega mapuche, pintura de Pedro Subercaseaux.

A partir de 1554 el toqui mapuche Leftraru intentó establecer alianzas con los promaucaes buscando su apoyo para expedicionar en contra de Santiago y así echar definitivamente a los españoles de Chile. Además habría aplicado castigos y venganzas por la pasada colaboración de estos con los españoles[cita requerida]. Según los cronistas, esta política contradictoria menguó la fuerza de la alianza. Por otro lado, la voluntad de lucha de los promaucaes parece haber sido afectada tras sus anteriores guerras contra españoles e incas. En el Gualemo, los promaucaes habrían vuelto caras arrastrando en un desordenado desbande a las fuerzas de Lautaro. Pese a todo, aun en el campamento de Peteroa es fama que las fuerzas de Lautaro estaba compuestas por  600 mapuches y 1000 promaucaes. Estas fuerzas fueron sorprendidas y vencidas por los españoles en dicha fortaleza en 1557.
En los siglos siguientes el grupo promaucae vería debilitada su identidad cultural hasta desaparecer, producto del mestizaje, la reubicación en los llamados "pueblos de indios" y el régimen de encomienda.

### Descripción de los cronistas españoles
En contraste con las investigaciones arqueológicas, que evidencian ciertos grados de organización social compleja en esta etnia, los relatos de los conquistadores españoles suelen ser especialmente duros acerca de este pueblo. La siguiente es la descripción, aparentemente teñida por el etnocentrismo y los comentarios incas, que dejó el cronista español Jerónimo de Vivar:

"Esta provincia de los pormocaes que comienza de siete leguas de la ciudad de Santiago, que es una angostura y ansi le llaman los españoles estos cerros que hacen una angustura. Y aquí llegaron los ingas cuando vinieron a conquistar esta tierra, y de aquí adelante no pasaron. Y en una sierra de una parte de angostura hacia la cordillera toparon una boca y cueva, la cual está hoy en día y estará. Y de ella sale viento y aún bien recio. Y como los ingas lo vieron fueron muy contentos, porque decían que habían hallado 'guaira huasi', que es tanto como si dijese 'la casa del viento'. Y allí poblaron un pueblo, los cuales cimientos están hoy en día, y no digo de ellos por estar tan arruinados....Y de aquí hasta el río de Maule que son veinte y tres leguas es la provincia de los pormocaes. Es tierra de muy lindos valles y fértil. Los indios son de la lengua y traje de los de Mapocho. Adoran al sol y a las nieves, porque les da agua para regar sus sementeras, aunque no son muy grandes labradores...Es gente holgazana y grandes comedores. Y los ingas, cuando vinieron (a) aquella angostura, de allí los enviaron a llamar los ingas, y venían a servirles y huianseles que no se podían averiguar con ellos. E preguntándoles qué era su vida o qué manera tenían de vivir ellos se lo contaron, y cómo sembraban my poco y se sustentaban el más del tiempo de raíces de una manera de cebollas que tengo dicho, y de otra raíz que llaman ellos 'pique pique', que es una manera de castañas piladas, salvo que no tienen el gusto que ellas, y blancas... Visto los ingas su manera de vivir los llamaron pomaucaes, que quiere decir lobos monteses, y de aquí que quedaron pormocaes, que se ha corrupto la lengua, porque de antes se llamaban picones porque estaban a la banda del sur y al viento sur llaman pico....
Jerónimo de Vivar.

El español Reginaldo de Lizárraga, en 1605, reprodujo estos juicios despectivos en un tono aún más lapidario:

"Purun Auca que quiere decir barbarízimos... no tienen dos dedos de frente, que es señal de gente traidora y bestial, porque los caballos y mulas, angostos de frente lo son... es gente sin ley, sin rey, sin honra, sin vergüenza".
Reginaldo de Lizárraga, 1605

.

....."el cacique llamado Puriponaval, con todos sus indios, que tienen su asiento en los poromaucaes, como los tenía Lope de Landa, y se los sacastes por pleito, que eran subjetos a Atunguillonga, como pareció; y más el cacique llamado Melipilla, con todos sus principales, indios y subjetos, es picón y tiene su tierra en los poromaucaes y desa parte del Maipo, y sus principales Lepiande y Condeande y Lianadano y Covlauquén y Ratapiuche, con sus pescadores e indios, como los tenía Francisco Martínez, con tal que dejéis al dicho Francisco Martínez las piezas que tuviere por cédula mía del dicho Melipilla; y deposítoos estos dichos caciques con mil y quinientos indios de visitación...
Pedro de Valdivia , en cédula de encomienda, formalizada el 11 de julio de 1546, en favor de Inés Suárez

Estas versiones fueron reproducidas largamente en el siglo XIX por los fundadores de la historiografía chilena. Entre estos, Benjamín Vicuña Mackenna afirma, sin citar fuentes, que los promaucaes era llamados también...

"...bailarines, nombre que venia de sus numerosas i eternas chinganas i borracheras".
 Benjamín Vicuña Mackenna

## Localización geográfica
El centro étnico de los Picones más eminente parece haber radicado en el pago de Pico, situado en las cercanías de Melipilla. Precisamente, setenta indígenas picones fueron encomendados al obispo Rodrigo González Marmolejo, por Valdivia. Tuvo más tarde el disfrute de la encomienda, Antonio González Montero, sobrino del eclesiástico. En el siglo XVIII, existía en las cercanías de Pomaire, el pueblo de Pico, ubicado en la hacienda del mismo nombre, a unos 8 km al noroeste de Melipilla (33°37′31.28″S 71°16′16.19″O / -33.6253556, -71.2711639).
Probablemente, Pico fue una cabecera de relieve, desde que un cacique con ese nombre aparecía entre las "cabezas" excelsas del Reino, en tiempos de Valdivia.
En otro orden, el mismo conquistador donó a Juan Bautista Pastene una encomienda, en 1550, en la que se incluyeron

"Los caciques llamados Antequilica e Chumavo o Catalogna con todos sus indios... que tienen su tierra en la provincia de los picones e valle llamado de Poangui... con más las tierras e asiento que tienen los dichos caciques cerca del río Maipo, llamado Pico, para sembrar los años que son de sequía que por no tener agua el valle dicho de Poangue van allí a sembrar e lo tienen por suyo de tiempos pasados"
CDIHCh, la., XVIII: 445.